# جاناتان هاگ
جاناتان هاگ (انگلیسی: Jonathan Hogg؛ زادهٔ ۶ دسامبر ۱۹۸۸) بازیکن فوتبال اهل بریتانیا است.
از باشگاه‌هایی که در آن بازی کرده‌است می‌توان به باشگاه فوتبال استون ویلا، باشگاه فوتبال پورتسموث، باشگاه فوتبال واتفورد و باشگاه فوتبال هادرزفیلد تاون اشاره کرد.